# Paraschismatomma
Paraschismatomma is een monotypisch geslacht van schimmels behorend tot de familie Opegraphaceae. De typesoort is Paraschismatomma ochroleucum.